# Terry McDermott
Terence "Terry" McDermott (Liverpool, Inglaterra, 8 de diciembre de 1951) es un exfutbolista inglés, se desempeñaba como centrocampista y fue uno de los principales artífices del legendario Liverpool FC de finales de los 70' y principios de los 80'. Actualmente es el asistente de entrenador del Newcastle United.

## Biografía

### Inicios
McDermott comenzó a jugar en el Bury FC cuando solo era un joven de 18 años. En cuatro temporadas hizo 90 apariciones antes de fichar por el Newcastle United en 1973.
De la mano del entrenador Joe Harvey, McDermott debutó en marzo de 1973 en Old Trafford contra el Manchester United, en su primera y única temporada, llegó a la final de la FA Cup donde su equipo perdió con el Liverpool FC, el equipo donde McDermott haría historia.

### Liverpool FC
En noviembre de 1974, McDermott se unió al club de Merseyside, el Liverpool FC, debutando en todo un derbi contra el Everton FC de Goodison Park, marcando su primer gol en marzo de 1975 contra el Burnley FC.
En sus primeras temporadas como Red, McDermott no disputó muchos partidos, pese a ganar la Copa de la UEFA en 1976, el verano de ese año se rumoreó una posible salida del club, pero McDermott decidió quedarse en el club de Anfield para ganarse la titularidad.

## Clubes
| Club             | País       | Año         | Partidos | Goles |
| ---------------- | ---------- | ----------- | -------- | ----- |
| Bury             | Inglaterra | 1969 - 1973 | 90       | 8     |
| Newcastle United | Inglaterra | 1973 - 1974 | 56       | 6     |
| Liverpool        | Inglaterra | 1974 - 1982 | 232      | 54    |
| Newcastle United | Inglaterra | 1982 - 1984 | 74       | 12    |
| Cork City        | Irlanda    | 1984 - 1985 | 5        | 1     |
| APOEL Nicosia    | Chipre     | 1985 - 1987 | 50       | 1     |

## Palmarés
Liverpool FC
- Football League First Division: 1975-76, 1976-77, 1978-79, 1979-80, 1981-82
- Copa de la Liga de Inglaterra: 1981, 1982
- Community Shield: 1976, 1977, 1979, 1980
- Copa de Europa: 1977, 1978, 1981
- Copa de la UEFA: 1976
- Supercopa de Europa: 1977

APOEL Nicosia
- Primera División de Chipre: 1985-86

- Datos: Q536896